# Puella trio
Puella trio je české dívčí hudební trio, které vzniklo na brněnské konzervatoři v roce 2003. Jeho členy jsou Terezie Fialová, která hraje na klavír, Eva Karová na housle a Markéta Vrbková na violoncello. Jejich úspěšný vývoj je určen spojením soustavného studia interpretace pod vedením domácích i zahraničních pedagogů s bohatou koncertní činností doma i za hranicemi. Soubor získal roku 2005 v mezinárodní soutěži Marie Judiny v Petrohradě v konkurenci dvaceti evropských souborů druhou cenu[zdroj⁠?!] a červenci 2006 také druhou cenu[zdroj⁠?!] ve finále mezinárodní soutěže Rovere d’Oro v italském San Bartolomeu. Vedle koncertů v České republice trio vystupovalo v Německu, Holandsku, Itálii, Rusku, Srbsku, Rakousku a Velké Británii.